# Permanent waarnemer van de Heilige Stoel bij de Verenigde Naties

Zegel van de Permanent waarnemer van de Heilige Stoel bij de Verenigde Naties

De Permanent waarnemer van de Heilige Stoel bij de Verenigde Naties is de vertegenwoordiger van het Vaticaan (of de Heilige Stoel) bij het hoofdkwartier van de Verenigde Naties in New York.
Vaticaanstad is geen lidstaat van de Verenigde Naties, maar heeft een waarnemende status. De permanente waarnemer heeft de diplomatieke rang van apostolische nuntius en de kerkelijke titel van een titulair aartsbisschop.
Hieronder volgt de lijst van waarnemers in New York:
- 1964-1973: Alberto Giovannetti
- 1973-1986: Giovanni Cheli
- 1986-2002: Renato Martino
- 2002-2010: Celestino Migliore
- 2010-2014: Francis Assisi Chullikatt
- 2014-2019: Bernardito Auza
- 2019-heden: Gabriele Giordano Caccia

## Permanent waarnemer van de Heilige Stoel bij de Verenigde Naties in Genève
De Rooms-Katholieke Kerk heeft ook een vertegenwoordiger bij het kantoor van de Verenigde Naties in Genève in Zwitserland. Dit is de Permanent waarnemer van de Heilige Stoel bij de Verenigde Naties in Genève. 
Hieronder volgt de lijst van waarnemers in Genève:
- 1967-1971: Henri de Rietmatten
- 1971-1978: Silvio Luoni
- 1978-1980: Jean Rupp
- 1981-1985: Edoardo Rovida
- 1985-1991: Justo Mullor García
- 1991-1995: Paul Fouad Tabet
- 1995-2000: Giuseppe Bertello
- 2001-2003: Diarmuid Martin
- 2003-2016: Silvano Maria Tomasi, C.S.
- 2016-heden: Ivan Jurkovič